# Per Frøistad
Per Frøistad (29 agosto 1911 – 2 giugno 1991) è stato un calciatore norvegese, di ruolo attaccante.

## Carriera

### Club
Frøistad vestì la maglia del Lyn Oslo.

### Nazionale
Disputò una partita per la Norvegia. Il 3 settembre 1939, infatti, fu in campo in occasione della vittoria per 1-2 sulla Finlandia, partita in cui andò anche a segno.